# Józefów (powiat rawski)
Józefów – wieś w Polsce położona w województwie łódzkim, w powiecie rawskim, w gminie Biała Rawska.
Wieś występuje jako kolonia w 1827 r.
Na terenie wsi znajdują się pozostałości po cmentarzu ewangelickim z XIX-XX w.
W latach 1975–1998 miejscowość należała administracyjnie do województwa skierniewickiego.